# Freakshow (single)
Freakshow is de tweede single van The Cure uit 2008. The Cure hebben het plan om voor het verschijnen van hun nieuwe album in oktober 2008 elke maand rond de 13e dag een single uit te brengen, te beginnen in mei. The Cure roeit daarmee tegen de stroom in, aangezien de meeste artiesten en platenlabels singles anno 2008 laten voor wat ze waren.

## Musici
De single vermeldt de musici niet, maar wel de componisten: en dat geeft de aanwijzing:
- Robert Smith – zang, gitaar;
- Simon Gallup – basgitaar;
- Jason Cooper – slagwerk;

de overigen moeten hun naam nog prijsgeven.

## Composities
- Freakshow (Mix 13; (Smith/Gallup/Cooper/Thompson)
- All kinds of stuff; (Smith/Gallup/Cooper/Thompson)